# مارتن فينتر
مارتن فينتر (بالألمانية: Martin Winter)‏ هو كيميائي ألماني، ولد في 7 أغسطس 1965 في أوسنابروك في ألمانيا.